# Eddie Lampert
Edward Scott "Eddie" Lampert, född 19 juli 1962, är en amerikansk företagsledare som är grundare, styrelseordförande och VD för hedgefonden ESL Investments. Han är också styrelseordförande för holdingbolaget Sears Holdings Corporation, som äger detaljhandelskedjorna Kmart och Sears. Lampert var Sears Holdings VD mellan 2013 och 2018, när han tvingades avgå efter att holdingbolaget tvingades ansöka om konkursskydd.
Den amerikanska ekonomitidskriften Forbes rankar honom som världens 1 951:a rikaste med en förmögenhet på $1 miljard för den 31 oktober 2018.
Lampert avlade en kandidatexamen i nationalekonomi vid Yale University.
Han äger superyachten Fountainhead.